# Пояна-Урсулуй
Пояна-Урсулуй (рум. Poiana Ursului) — село у повіті Алба в Румунії. Входить до складу комуни Метеш.
Село розташоване на відстані 276 км на північний захід від Бухареста, 10 км на захід від Алба-Юлії, 79 км на південь від Клуж-Напоки.

## Населення
За даними перепису населення 2002 року у селі проживали 16 осіб, усі — румуни. Усі жителі села рідною мовою назвали румунську.